# Byrsonima schunkei
Byrsonima schunkei är en tvåhjärtbladig växtart som beskrevs av W.R. Anderson. Byrsonima schunkei ingår i släktet Byrsonima och familjen Malpighiaceae. Inga underarter finns listade i Catalogue of Life.